# Luca Agamennoni

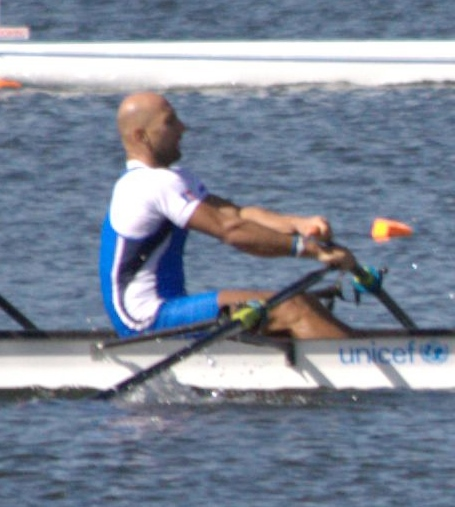
Luca Agamennoni

Luca Agamennoni (* 8. August 1980 in Livorno) ist ein italienischer Ruderer, der zwei Olympiamedaillen gewann.

## Karriere
Agamennoni gewann seine erste internationale Medaille bei den Ruder-Weltmeisterschaften 2001 in Luzern, als er zusammen mit Edoardo Verzotti, Massimo Cascone, Luca Ghezzi und Steuermann Gianluca Barattolo Silber hinter dem französischen Vierer mit Steuermann gewann. Von 2002 bis 2004 ruderte Agamennoni meist in Skull-Booten, bei den Weltmeisterschaften 2003 belegte er mit dem italienischen Doppelvierer den sechsten Platz. Für die Olympischen Spiele 2004 kehrte er zum Riemen-Rudern zurück. Der italienische Vierer ohne Steuermann mit Lorenzo Porzio, Dario Dentale, Luca Agamennoni und Raffaello Leonardo gewann in Athen die Bronzemedaille hinter den Booten aus dem Vereinigten Königreich und aus Kanada.
2005 trat Agamennoni zusammen mit Dario Lari im Zweier ohne Steuermann an und belegte bei den Weltcup-Regatten in München und Luzern sowie bei den Weltmeisterschaften in Japan jeweils den dritten Platz. 2006 wechselte Agamennoni in den Achter, mit dem er Silber bei den Weltmeisterschaften in Eton gewann. Nachdem der italienische Achter 2007 den 15. Platz bei den Weltmeisterschaften belegte und damit die Olympiaqualifikation deutlich verfehlte, kehrte Agamennoni 2008 zu den Skullern zurück. Beim Weltcup auf dem Maltasee bei Posen gewann der italienische Doppelvierer, für Agamennoni war es der erste Weltcup-Sieg. Bei den Olympischen Spielen 2008 in Peking gewann das polnische Boot den Wettbewerb im Doppelvierer, Luca Agamennoni, Rossano Galtarossa, Simone Raineri und Simone Venier belegten dahinter den zweiten Platz.
Bei den Ruder-Weltmeisterschaften 2009 belegte das italienische Boot, in dem Raineri durch Alessio Sartori ersetzt worden war, den sechsten Platz. Im Jahr darauf siegten bei den Weltmeisterschaften 2010 die Kroaten, dahinter erkämpften Luca Agamennoni, Simone Venier, Matteo Stefanini und Simone Raineri die Silbermedaille. 2011 ruderte Agamennoni in Riemenbooten, bei den Weltmeisterschaften 2011 belegte er mit dem Vierer ohne Steuermann den zehnten Platz. Zum Saisonende gewannen Mario Paonessa, Francesco Fossi, Luca Agamennoni und Andrea Palmisano die Bronzemedaille bei den Europameisterschaften. Bei den Olympischen Spielen 2012 belegte der italienische Vierer ohne Steuermann den achten Platz.
Nach einem Jahr Pause ruderte Agamennoni 2014 im Doppelvierer, erreichte aber bei den Europameisterschaften 2014 lediglich den zehnten Rang. 2015 und 2016 ruderte er im italienischen Achter. Auf den sechsten Platz bei den Weltmeisterschaften 2015 folgte im Jahr darauf der siebte Platz bei den Olympischen Spielen in Rio de Janeiro.